# お茶餅

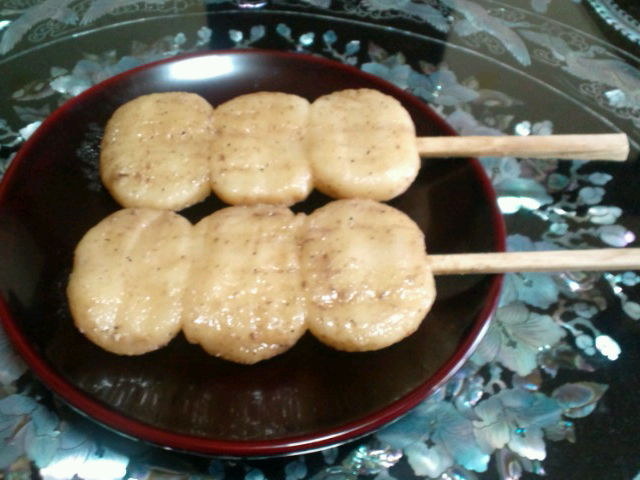

お茶餅（おちゃもち）は岩手県盛岡市の郷土菓子。串に刺した平たい団子に胡桃タレ絡めたものである。
うちわ餅とも呼ばれる。

## 概要
岩手県の県央地域は北上川流域であり、平坦な土地に古くから水田地帯として米が大規模に生産されていたが、冷害で米の収穫が少ない年もあったため、食生活を安定させることを目的として大麦、小麦、ソバの生産も行われ、米や大麦などを粉にして使う文化が発達したと言われている。また、岩手県では胡桃や胡麻といった良質な脂質を含む素材を使用した菓子が多くあり、お茶餅もそういった菓子の1つである。
うるち米粉を練り上げた楕円形や団子型の平べったい餅を割り箸などに被せて焼き目をつけ、胡桃タレをかけたものである。胡桃タレには味噌をベースにしたものと醤油をベースにしたものとがあり、販売店によって異なる。
昔は、各家庭にあった囲炉裏でお茶餅の両面を炙って焦げ目をつけ、熱いうちに食していた。農家の小昼や子供のおやつとして長く市民に愛されている菓子である。盛岡市では和菓子屋の他にも、スーパーマーケットや農協などでも販売されている。

## 名称
名称は、この餅が団扇型をしていることから「うちわ餅」と呼ばれたものが訛って「おちゃ餅」になり、「お茶餅」と当て字されたものと思われる。原材料にチャノキの葉などを使用しているわけではない。形状的には五平餅に似るが、製法が異なり、五平餅よりかなり薄く、やわらかい。
『聞き書 岩手の食事』では、盛岡周辺の農家の手のひらくらいのうちわ型の「うぢゃもち」や、荒沢村（八幡平市北東部）の長さ6、7寸、幅3寸ほどの「うちわもち」といった、串に刺した比較的大きなうちわ型の料理を紹介している。現代よく見られ、「岩手県食の匠」に認定されているものは、2、3個を串に刺したものである。
盛岡市内では、お茶餅を含め、米の粉に水を加えながら練ってつくる餅菓子類を総じてべんじぇものと総称する。これは江戸時代には北上川は舟運が盛んであり、北上川を上って都から物資を運んで来る船を「弁財船」と呼んでいた。その「弁財船」によって運ばれてきた上方からの品物は「弁財物」と呼ばれ、盛岡弁になまって「べんじぇもの」となり、餅菓子類の名前としてなっている。